# Eduardo Luís
Eduardo Luís Marques Kruss Gomes, mais conhecido por Eduardo Luís (6 de dezembro de 1955, Loures) é um ex-futebolista português que atuava como defesa.

## Carreira

### Jogador
Jogou nas camadas jovens do Benfica de 1972 a 1974. Na época 1975-76 jogou pelo Marítimo, voltando ao Benfica na temporada seguinte. Regressou novamente ao Marítimo, jogando lá entre 1976 e 1982. Em 1982 assina pelo FC Porto, jogando lá durante cinco temporadas, durante as quais viria a conquistar diversos títulos nacionais e a Liga dos Campeões em 27 de maio de 1987. Em 1989, Eduardo Luís sai do FC Porto e joga uma temporada no Rio Ave, acabando a sua carreira no Ovarense, dois anos depois.
Eduardo Luís foi ainda 8 vezes internacional por Portugal, tendo se estreando estreado num particular em Génova contra a Itália, a 24 de Setembro de 1980.

### Treinador
Treinou vários clubes diferentes após a sua despedida como jogador profissional, incluindo a sua antiga equipa, o Ovarense.

## Palmarés
- 1 Liga dos Campeões da UEFA: 1986-87
- 3 Campeonato Nacional: 1984-85, 1985-86, 1987-88
- 2 Taça de Portugal: 1983-84 e 1987-88
- 3 Supertaça Cândido de Oliveira: 1983, 1984 e 1986